# Guanarito (município)
Guanarito é um município da Venezuela localizado no estado de Portuguesa.
A capital do município é a cidade de Guanarito.